# Río Uruguay Televisión
Río Uruguay Televisión es una estación de televisión abierta uruguaya de la ciudad de Fray Bentos. Inicio sus transmisiones el 26 de mayo de 1966 siendo el quinto canal de televisión de Uruguay y el primero en el interior.
En sus inicios su cobertura llegó a más ciudades aledañas, como Mercedes, Dolores, Young y parte de la provincia Argentina de Entre Ríos, siendo el primer referente a nivel de medios masivos electrónicos en dichas zonas.  

## Programación
Cuenta con una programación generalista, enfocada en la región con programas de entretenimiento, información y agro. También retransmite programación de la red y del Canal 4 y 12 de Montevideo. 

#### Teleregional (noticiero)
Cuenta con dos servicios informativos teleregional en sus dos ediciones y la red informativa, también con dos emisiones. 